# Flintyxan
Der Flintyxan (dt. Feuersteinbeil, Steinbeil) war ein internationaler schwedischer Literaturpreis für historische Kriminalromane. Er wurde zwischen 2001 und 2007 von dem schwedischen Kriminalmagazin Jury verliehen. Wie beim Poloni-Preis den weiblichen Autoren, versuchte Jury hier der besonderen Gattung des historischen Kriminalromans stärkere Anerkennung zu verschaffen. Mit der Einstellung des Magazins wurde die Verleihung nicht fortgesetzt.

## Preisträger

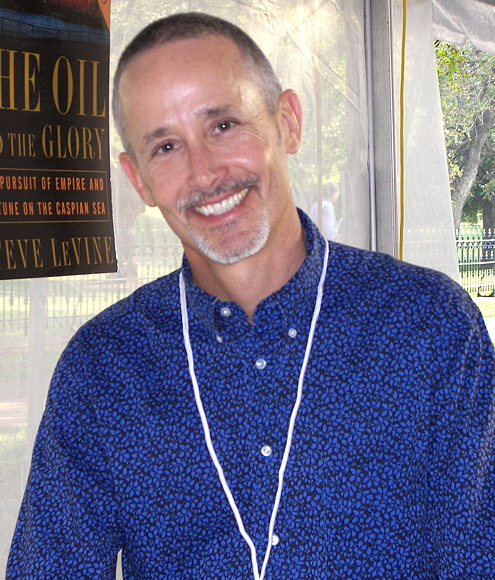
Steven Saylor, Gewinner 2005

(Verlagsangaben und ISBN beziehen sich auf die deutschen Erstausgaben)
- 2001 Eva-Marie Liffner für Camera (dt. Camera. Reclam, Leipzig 2003, ISBN 978-3-379-00798-6)
- 2002 Bo R. Holmberg für Liemannen (dt. Rabenseelen. Heyne, München 2004, ISBN 3-453-87802-7)
- 2003 C. J. Sansom für Upplösning (Original (aus dem Englischen): Dissolution; dt. Pforte der Verdammnis. Scherz, Frankfurt/M. 2003, ISBN 3-502-10581-2)
- 2004 José Carlos Somoza für Idéernas grotta (Original (aus dem Spanischen): La caverna de las ideas; dt. Das Rätsel des Philosophen. Claassen, München 2001, ISBN 3-546-00221-0)
- 2005 Steven Saylor für Romarblod (Original (aus dem amerikanischen Englisch): Roman Blood; dt. Das Lächeln des Cicero. Blanvalet, München 1993, ISBN 3-7645-1119-2)
- 2006 Barbara Nadel für Dödlig rättvisa (Original (aus dem Englischen): Last Rights)
- 2007 Ariana Franklin für Dödens mästarinna (Original (aus dem Englischen): Mistress of the Art of Death; dt. Die Totenleserin. Droemer, München 2007, ISBN 978-3-426-19739-4)